# Tchik (commune urbaine)
Tchik (en russe : Чик) est une commune urbaine de Russie de type bourg ouvrier qui est située dans l'oblast de Novossibirsk.

## Géographie
Tchik se trouve au bord de la Tchik au est de l'oblast de Novossibirsk, à 20 km à vol d'oiseau de Novossibirsk. 

## Population
Recensements (*) et estimations de la population,,: 
| 1959* | 1970* | 1979* | 1989* | 2002* | 2010* |
| ----- | ----- | ----- | ----- | ----- | ----- |
| 3 655 | 4 250 | 4 663 | 5 004 | 5 056 | 5 009 |

| 2012  | 2013  | 2014  | 2015  | 2016  | 2017  |
| ----- | ----- | ----- | ----- | ----- | ----- |
| 5 078 | 5 140 | 5 166 | 5 126 | 5 149 | 5 189 |

| 2018  | 2019  | 2020  | 2021* | - | - |
| ----- | ----- | ----- | ----- | - | - |
| 5 187 | 5 166 | 5 187 | 5 078 | - | - |